# Christopher Bell
Christopher David Bell (Norman, Oklahoma, 16 de diciembre de 1994) es un piloto de automovilismo estadounidense. Compite a tiempo completo en la NASCAR Cup Series, conduciendo el Toyota Camry n.º 20 del equipo Joe Gibbs Racing.

## Carrera deportiva

### Inicios

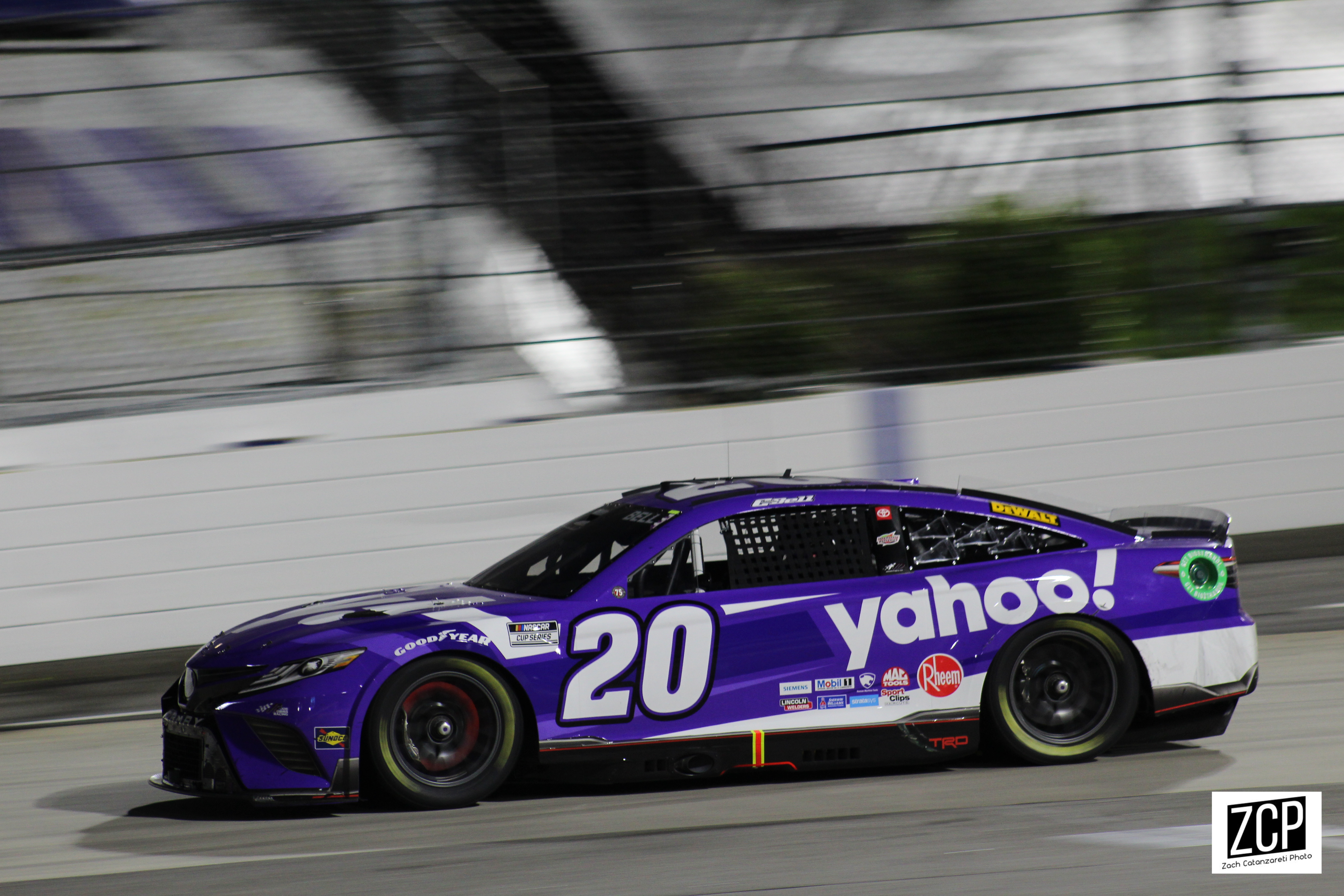
Bell en Martinsville, 2022.

Debutó en campeonatos nacionales de NASCAR en 2015, en Camping World Truck Series. Conduciendo para el Kyle Busch Motorsports, ganó su tercera carrera en la categoría, en Eldora. Se mantuvo en el equipo en las dos siguientes temporadas, logrando el tercer puesto en 2016 y el título en 2017, habiendo conseguido seis victorias más.
Al año siguiente, Bell ascendió a la Xfinity Series con Joe Gibbs Racing. Ganó un total de siete carreras, incluyendo tres consecutivas, y se clasificó a la definición del campeonato en la última carrera. En Homestead-Miami finalizó último entre los candidatos, por lo que quedó finalmente cuarto en el campeonato. En 2019, ganó ocho carreras y clasificó nuevamente a la definición, finalizando tercero en el campeonato.

### NASCAR Cup Series
Bell debutó en la NASCAR Cup Series en 2020 con el equipo Leavine Family Racing. Logró un tercer puesto en Texas como mejor resultado y quedó 20.º en el clasificador final. Fue contratado por Joe Gibbs Racing para la siguiente temporada.
Obtuvo su primer triunfo en Cup Series en su segunda carrera con el equipo, en el circuito mixto de Daytona. Con esto, se aseguró su ingreso a los playoffs. En 2022, Bell ganó tres carreras: New Hampshire, Charlotte Roval y Martinsville. Esta última, lo clasificó a la definición por el título en Phoenix, donde luchó contra Joey Logano, Ross Chastain y Chase Elliott. Finalizó décimo en la carrera; tercero entre los contendientes.
En 2023, obtuvo su primera victoria de la temporada en la carrera de tierra de Bristol. Durante los playoffs, Bell avanzó las primeras rondas con constancia y luego ganó en Homestead para ingresar nuevamente a la definición. Allí, Bell sufrió un abandono tras un pinchazo.
Al año siguiente, ganó en Phoenix, Charlotte y New Hampshire. A pesar de la constancia lograda en los playoffs, Bell quedó fuera de la definición. Luchando contra William Byron por lograr la clasificación en Martinsville, recibió ayuda de Bubba Wallace, también de Toyota, y se apoyó en el muro de la última curva luego de perder el control. Esto último le valió una penalización que lo dejó fuera.